# Ville-sous-Anjou
Ville-sous-Anjou is een gemeente in het Franse departement Isère (regio Auvergne-Rhône-Alpes). De plaats maakt deel uit van het arrondissement Vienne. Ville-sous-Anjou telde op 1 januari 2022 1.179 inwoners. 

## Geografie
De oppervlakte van Ville-sous-Anjou bedroeg op 1 januari 2022 18,25 vierkante kilometer; de bevolkingsdichtheid was toen 64,6 inwoners per km².

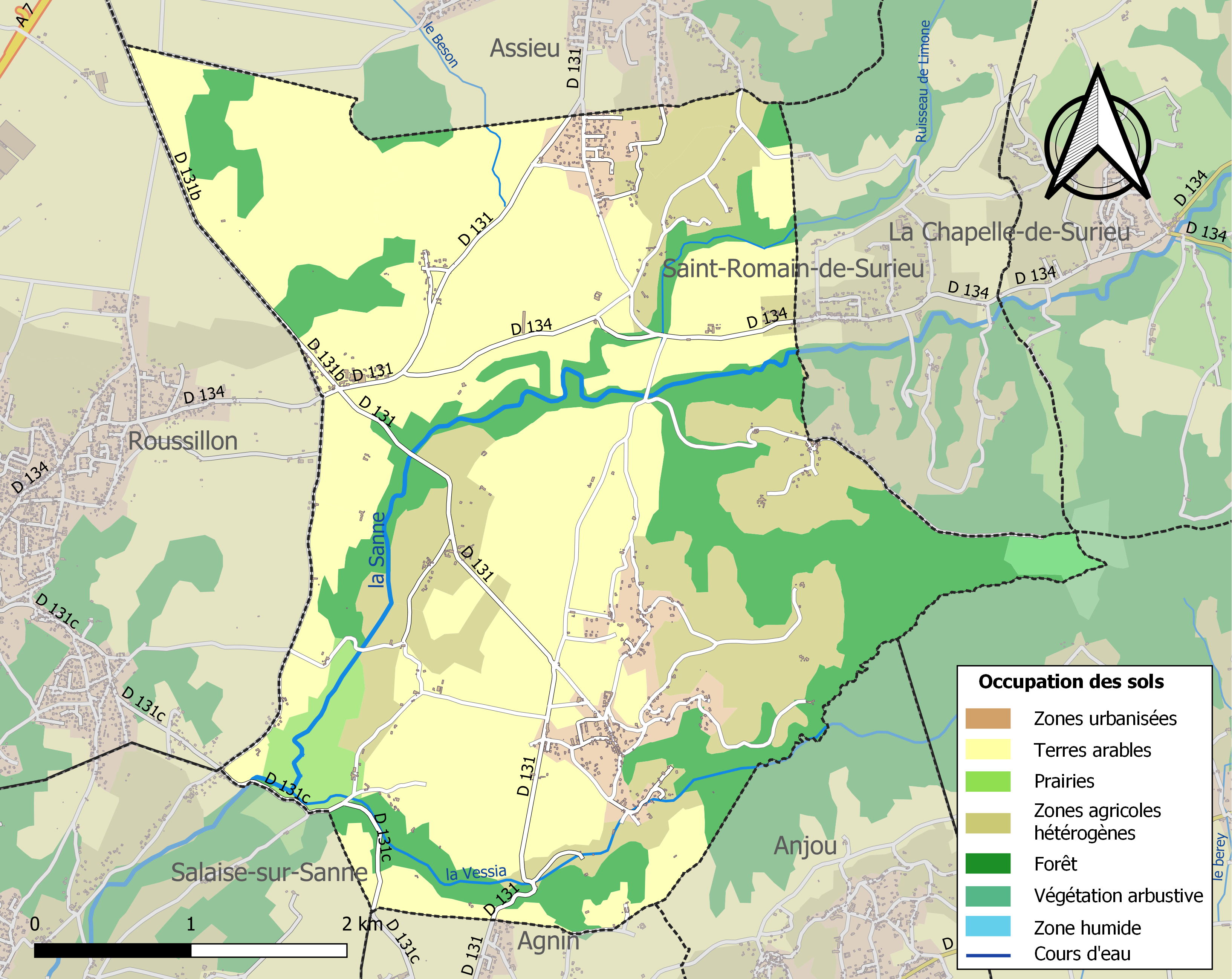
Kaart van de gemeente met de belangrijkste infrastructuur, bodemgebruik en omliggende gemeenten

## Demografie
Onderstaande figuur toont het verloop van het inwonertal (bron: INSEE-tellingen).